# باشگاه فوتبال هانگرفورد تاون
باشگاه فوتبال هانگرفورد تاون (به انگلیسی: Hungerford Town Football Club) یک باشگاه فوتبال در شهر هانگردفورد، کشور انگلستان است که در سال ۱۸۸۶ میلادی تأسیس شده‌است.